# Macross (serie)

La coccarda della U.N. Spacy.

Macross (マクロス?, Makurosu) è una serie di anime fantascientifici, creata da Shōji Kawamori dello Studio Nue nel 1982. La cronistoria di Macross prevede una storia alternativa della Terra dal 1999 in poi. Nel franchise sono compresi quattro serie televisive, otto lungometraggi cinematografici, sei serie di OAV e cinque serie di manga. La serie OAV Macross II è l'unico prodotto del franchise a non essere stato realizzato dallo Studio Nue.

## Titolo
Il titolo delle serie è preso dal nome della principale astronave della flotta terrestre (spesso abbreviato in SDF-1 Macross dove SDF sta per Super Dimension Fortress). Il nome originale della serie doveva essere Battle City Megaload (o Battle City Megaroad, dato che la traslitterazione della "L" o "R" danno al titolo la possibilità di una doppia interpretazione in riferimento alla storia dell'anime: Megaload, in riferimento all'astronave che trasporta una intera città, mentre Megaroad, in riferimento al lungo viaggio nello spazio per tornare sulla Terra), tuttavia uno degli sponsor del progetto, la Big West, in omaggio a William Shakespeare avrebbe voluto che l'astronave si chiamasse Macbeth (マクベス?, Makubesu). Alla fine si raggiunse un compromesso con il nome Macross (マクロス?, Makurosu), che se da una parte ha una pronuncia simile a Macbeth, dall'altra non tradisce lo spirito originale di Megaload. La parola Macross proviene da un gioco di parole fra il prefissoide "macro" (in riferimento alle enormi dimensioni dell'astronave) e la distanza che essa deve percorrere (in lingua inglese percorrere si traduce cross).

## Cronologia
In seguito al successo della serie furono prodotti diversi sequel/prequel:
| Cronologia di Macross     | Titolo                                                                                       | Anno di produzione | Ep. | Note |
| ------------------------- | -------------------------------------------------------------------------------------------- | ------------------ | --- | --- |
| 1998                      | Macross Zero                                                                                 | 2002-2004          | 5   | Serie di OAV ambientata quattro anni prima della serie originale. La caduta di un'astronave aliena scatena una guerra tra il governo mondiale delle nazioni unite e le nazioni ribelli che non vogliono farne parte, combattuta in parte anche con prototipi di mezzi realizzati ispirandosi alla tecnologia aliena. Un pilota disperso su un'isola trovati i resti di una creatura aliena, probabilmente legata alla (allora sconosciuta dai terrestri) Protocultura. In un episodio di Macross Frontier i protagonisti si ritrovano a girare un film ispirato agli eventi narrati in questo OAV. |
| 1999-2012                 | (Chōjiku Yōsai Macross) Fortezza superdimensionale Macross                                   | 1982-1983          | 36  | La serie originale, trasmessa per la prima volta dal 3 ottobre 1982 al 26 giugno 1983. |
| 2012                      | (Chōjiku Yōsai Macross: Flashback 2012) Macross Flashback 2012                               | 1987               | 1   | Il concerto di addio di Lynn Minmay alla partenza della nave colonizzatrice Megaroad-01. In realtà il film è un insieme di video musicali dalla serie originale, a cui sono state aggiunte diverse scene che erano state al tempo pianificate, ma non realizzate. |
| 2031                      | (Chōjiku Yōsai Macross: Ai, Oboete Imasu ka) Macross - Il film                               | 1984               | 1   | Film che riassume la storia originale della serie, con l'aggiunta di nuove animazioni, ma con diverse incongruenze. Per risolvere questi problemi di continuity, all'interno dell'universo narrativo viene citato diverse volte che si tratta di un film romanzato sugli eventi originali. |
| 2040                      | Macross Plus                                                                                 | 1994-1995          | 4   | Serie di OAV ambientata trent'anni dopo la serie principale. La storia, ambientata sul pianeta Eden, è incentrata sull'incontro di due ex-amici collaudatori di caccia e una ex-cantante, ora produttrice di una cantante olografica. |
| 2045-46                   | Macross 7                                                                                    | 1994-1996          | 49  | Serie televisiva che narra le vicende della flotta di colonizzazione spaziale Macross 7 e dei loro scontri con gli esseri chiamati Proto-Devil. Protagonisti ne sono un gruppo musicale, i Fire Bomber (di cui furono prodotti anche numerosi dischi nel mondo reale), e la storia vede come personaggi ricorrenti anche Maximilian Jenius (ora comandante della flotta) e Millia Fallyna (sindaco dei coloni); la loro figlia minore fa parte del gruppo musicale succitato. |
| 2047                      | Macross Dynamite 7                                                                           | 1997               | 4   | OAV ambientato un anno dopo Macross 7. |
| 2059                      | Macross Frontier                                                                             | 2007-2008          | 25  | Narra delle avventure della 25ª flotta coloniale, chiamata appunto Macross Frontier, che si sta dirigendo verso il centro della galassia, con una popolazione mista di umani e zentradi composta da circa 10 milioni di coloni. La flotta viene attaccata da alieni chiamati Vajra. |
| 2092 Cronologia parallela | (Chōjikū Yōsai Macross II - Lovers Again) Super Dimension Fortress Macross II: Lovers, Again | 1992               | 6   | Prodotto originariamente come episodi OAV e quindi ripubblicato come film. Si svolge ottant'anni dopo gli eventi di Macross e narra di una nuova invasione aliena da parte di un popolo guerriero e conquistatore, i Marduke, ma non essendo coerente con la cronologia già sviluppatasi fino a quel momento, non è considerato parte dell'ambientazione originale. |
| 2067                      | Macross Delta                                                                                | 2016               | 26  | |